# Théorie de la firme
 (mars 2014).
Si vous disposez d'ouvrages ou d'articles de référence ou si vous connaissez des sites web de qualité traitant du thème abordé ici, merci de compléter l'article en donnant les références utiles à sa vérifiabilité et en les liant à la section « Notes et références ».
La théorie de la firme consiste en un certain nombre de théories économiques qui décrivent, expliquent et prédisent la nature de la firme, compagnie, ou corporation sa vie, sa conduite, sa structure, et son rapport au marché.
En termes simplifiés, la théorie de la firme a pour but de répondre à ces questions : 
1. L'existence. Pourquoi les firmes apparaissent, pourquoi toutes les transactions en économie ne sont pas mises sur le marché ?
2. Les frontières. Pourquoi la frontière entre les firmes et le marché est située exactement là comme pour couper et faire sortir la variété ?